# Blue City (film)
Blue City is een Amerikaans misdaaddrama uit 1986 met in de hoofdrol Judd Nelson . De film is gebaseerd op het boek Blue City van Ross Macdonald.

## Plot
Billy Turner gaat op zoek naar wie zijn vader vermoord heeft.

## Ontvangst
De recensies voor de film waren heel erg slecht en de film wist maar 7 miljoen dollar van zijn budget van 10 miljoen dollar terug te krijgen.
De film was genomineerd voor vijf  Razzies maar won er geen.

## Rolverdeling
| Acteur         | Personage             |
| -------------- | --------------------- |
| Judd Nelson    | Billy Turner          |
| Ally Sheedy    | Annie Rayford         |
| David Caruso   | Joey Rayford          |
| Paul Winfield  | Chief Luther Reynolds |
| Scott Wilson   | Perry Kerch           |
| Anita Morris   | Malvina Kerch-Turner  |
| Luis Contreras | Lt. Ortiz             |
| Julie Carmen   | Debbie Torres         |